# Regatul Islandei
Regatul Islandei a fost o monarhie constituțională, de la 1 decembrie 1918 până la 17 iunie 1944, când a devenit o republică independentă.

## Origine
Islanda se afla sub controlul coroanei daneze din 1380, deși până în 1814 era de iure o posesiune norvegiană. În 1874 Danemarca a acordat autonomie Islandei, autonomie ce a fost lărgită în 1904. A fost redactată o constituție  în 1874, care apoi a fost revizuită în 1903.
Pe 1 decembrie 1918 Danemarca a recunoscut Islanda ca stat suveran, unit cu Danemarca sub același rege. Regatul Islandei și-a creat propriul steag, și a cerut ca Danemarca să se ocupe de afacerile sale externe și de apărare. Actul de recunoaștere a suveranității urma să fie revizuit în 1940, și putea fi revocat trei ani mai târziu, dacă nu se ajungea la o înțelegere.

## Al doilea război mondial și republica
Ocupația germană a Danemarcei în timpul celui de-al doilea război mondial a dus la întreruperea legăturilor dintre cele două state. Ca urmare, la 10 aprilie 1940, parlamentul islandez, Alþingi, a preluat controlul asupra politicii externe, numind un ministru temporar, Sveinn Björnsson, care urma să devină primul președinte al republicii. În primul an de război, Islanda a respectat cu strictețe politica de neutralitate, acționând atât asupra forțelor germane, cât și asupra celor britanice care violau legile neutralității. Cu toate acestea, pe 10 mai, 1940 a început Operațiunea Fork, reprezentând efectiv invazia Islandei de către forțele britanice. Guvernul a protestat împotriva violării neutralității islandeze, însă ocupația aliată a continuat pe întreg parcursul războiului.
În iulie 1941 responsabilitatea apărării Islandei a fost asumată de Statele Unite, în urma unui acord între SUA și Islanda. Britanicii aveau nevoie de forțele militarea staționate acolo pentru a apăra Anglia, și au exercitat presiuni asupra Parlamentului islandez pentru a permite ocuparea țării de către americani. Pe insulă au fost staționați până la 40.000 de soldați, depășind numărul bărbaților adulți din întreaga țară (ce avea o populație de 120.000 de oameni).
Islanda a devenit oficial o republică independentă pe 17 iunie 1944, în urma unui plebiscit. Mulți danezi erau revoltați de momentul ales de islandezi pentru declararea independenței, căci Danemarca  se afla încă sub ocupație germană. Regele danez Christian al X-lea a acceptat totuși independența, trimițând un mesaj de felicitare islandezilor.